# Hidetaka Nishiyama
Hidetaka Nishiyama (Tōkyō, 10 ottobre 1928 – Los Angeles, 7 novembre 2008) è stato un artista marziale giapponese.
Fu anche uno dei fondatori della Japan Karate Association (JKA).